# Taoudenni

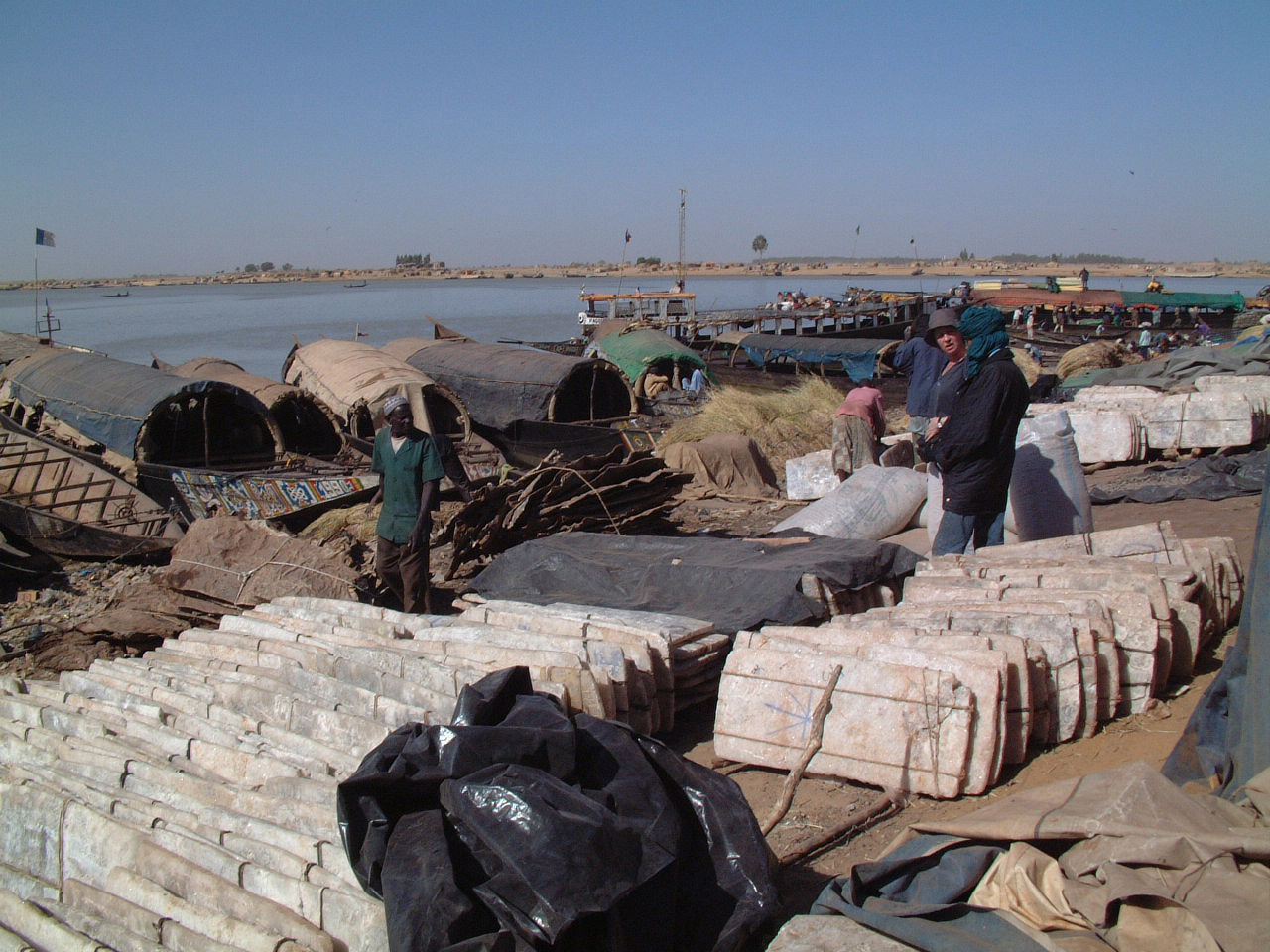
Sůl z Taoudenni v přístavu Mopti

Taoudenni, také Taoudeni, Taoudénit nebo Taudeni, je město na severu Mali, 664 kilometrů severně od Timbuktu, důležité centrum těžby soli. Je hlavním městem regionu Taoudenit. Sůl se těží ručně, řeže na desky a přepravuje kamionem nebo velbloudem do Timbuktu. Velbloudí karavany, které sůl dopravují, jsou jedny z posledních v saharské poušti.
Koncem 60. let byla ve městě za vlády Moussa Traorého postavena věznice a vězni byli nuceni pracovat v dolech. Věznice byla uzavřena v roce 1988.